# Транскавказька автомагістраль
Транскавка́зька магістра́ль (Транскам, ТрансКАМ, Р297) — одна з автострад, що зв'язують Росію з Південним Кавказом. Ідея будівництва автостради зародилася ще в XIX столітті, але здійснилася лише в 70-х роках XX століття. 1971 року Рада Міністрів СРСР прийняла постанову про будівництво дороги через Рокський перевал і автодорожнього Рокського тунелю. До листопада 1981 траса була здана в експлуатацію.
Російська частина Транскаму офіційно називається Р297.
У зимовий час після рясних снігопадів траса буває на тривалий час закрита через загрозу сходу лавин.

## Значення дороги
Транскам — єдина траса, що зв'язує безпосередньо Північну Осетію і основні терени Південної Осетії. Транскамом також здійснювалося вантажне сполучення з Вірменією та іншими країнами Південного Кавказу.

## Населені пункти
Транскам проходить через наступні населені пункти (по порядку з півночі на південь):
Росія
- Владикавказ
- Гізель
- Верхня Саниба
- Нова Саниба
- Майрамадаг
- Дзуарікау
- Хаталдон
- Суадаг
- Нижній Бірагзанг
- Верхній Бірагзанг
- Алагир
- Таміск
- Зинцар
- Нижній Унал
- Мізур
- Бурон
  - Гребля Зарамагської ГЕС
- Нижній Зарамаг
- Нар
  - Рокський тунель

Південна Осетія
- Верхній Рук
- Середній Рук
- Нижній Рук
- Баегіата
- Царита
- Уанел
- Елбакіта
- Борджніс (поруч з трасою)
- Стирфаз
- Хуце
- Уцифарс
- Дзау
- Бузало
- Хслеб
- Гуфта
- Ітрапіс
- Кехві
- Курта
- Ацабет
- Тамарашені
- Цхінвалі

Грузія
- Ергнеті
- Тірзнісі
- Тквіаві
- Каралеті
- Горі